# Рик Хантер
Хикару Ичиџо (енгл. Hikaru Ichijyo) у Макросу, односно Рик Хантер (енгл. Rick Hunter) у Роботеку, је измишљени лик из јапанских научнофантастичних аниме серија Макрос и њених наставака Макрос: Да ли се сећаш љубави? и Макрос: Флешбек 2012, као и Роботека, америчке адаптације Макроса.

## Роботек
Деветнаестогодишњи цивил Рик, дошао је на острво Макрос 2009. године како би посматрао лансирање свемирске тврђаве SDF-1. У то време је био вешт цивилни пилот који је освојио бројна светска такмичења у летењу, али је био тврдоглав, импулсиван и наиван. Његов најбољи пријатељ и такорећи старији брат, Рој Фокер, летео је са њим у летећем циркусу његовог оца званом „Поп“ Хантер. Рој се придружио војсци током Глобалног цивилоног рата, што је изазвало процеп у њиховом пријатељству јер је Рик остао код куће, прихвативши очеве пацифистичке ставове. Међутим све се променило када је ванземаљска раса Зентраеда напала Макрос Сити на дан планираног лансирања SDF-1. Убрзо, Рик и Рој били су принуђени да се придруже борби против најсмртоносније опасности коју је човечанство икада осетило.
Рик се случајно налазио у кокпиту једног од преобразиве Веритек ловаца када је почео ванземаљски напад на острво Макрос. Добио је наређење да мора под хитно да узлети и ускоро се нашао усред интергалактичког рата. Иако неискусан у управљању напредним моделом борбене летелице успео је да услед целе гужве спасе девојку Лин Минмеј у коју се на први поглед заљубио. Како би је импресионирао приступио је Роботек браниоцима и убрзо постао један од најбољих пилота. Добивши унапређење, постао је командант Вермилион Ескадрона и добио два помоћника - Макса Стерлинга и Бена Диксона. Како серија одмиче, Рик лагано сазрева, као и његова борба између осећања која гаји према Лин и команданту Лизи Хејз, девојке која је друга по команди на SDF-1 и са којом се зближио на једној од мисија.
Чак и након што је брод стигао на Земљу, посада и цивили нису безбедни, а његов „велики брат“ Рој умире од последица рана задобијених у борби. Рик сломљеног срца преузима команду над његовом легендарним ескадрилом Лобања, и постаје један од највећих хероја планете Земље, командујући ваздушном групом са SDF-1 током очајничких битака пред крај првог Роботек рата. У исто време Рик сазрева као личност и до краја серије схвата да је његова љубав према Лизи Хејз много дубља од слепе заљубљености према самољубивој Лин Минмеј.

### Мрачне хронике
Адмирал Рик Хантер, несвестан деструктивне моћи неутронских С пројектила, издаје наређење да се бомбардује Земља. Ипак, током пробног испаљивања неколико ових пројектила у сектору Омикрон, схватио је (након што су у проби уништени његов брод и брод-протилац), да нешто није у реду са пројектилима и наређује да се не користе. Међутим, порука је блокирана, а капетан Винс Грант, заповедник Икаруса, је послат да спаси SDF-3 и адмирала Хантера. Међутим, SDF-3 због напада Хејдонита није спасен, а судбина Рика Хантера и посаде је још увек непозната.